# トーマス・サジェイシー
トーマス・ダレン・サジェイシー（Thomas Darren Saggese, 2002年4月10日 - ）は、アメリカ合衆国カリフォルニア州カールスバッド出身のプロ野球選手（内野手）。右投右打。MLBのセントルイス・カージナルス所属。

## 経歴

### プロ入りとレンジャーズ傘下時代

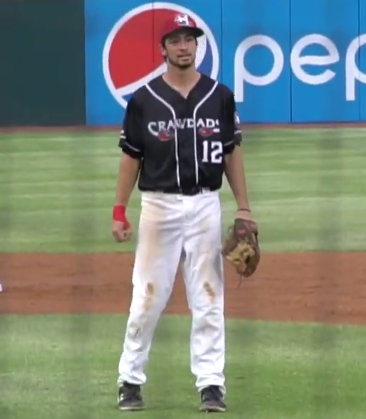
AA級ヒッコリー・クロウダッズ時代
(2022年5月24日)

2020年のMLBドラフト5巡目（全体145位）でテキサス・レンジャーズから指名され、予定していたペパーダイン大学への進学を取りやめプロ入り。契約金は80万ドル。
2021年に傘下のA級ダウンイースト・ウッドダックスでプロデビューし、73試合に出場して打率.256、10本塁打、37打点、11盗塁を記録した。
2022年はA＋級ヒッコリー・クロウダッズで開幕を迎え、シーズン終盤にAA級フリスコ・ラフライダーズへ昇格。2チーム合計で103試合に出場して打率.312、15本塁打、70打点、12盗塁を記録した。
2023年はAA級フリスコで開幕を迎えた。

### カージナルス時代
2023年7月30日にジョーダン・モンゴメリー、クリス・ストラットンとのトレードで、ジョン・キング、タコア・ロビーと共にセントルイス・カージナルスへ移籍した。移籍後は傘下のAA級スプリングフィールド・カージナルスへ送られ、その後AAA級メンフィス・レッドバーズへ昇格。この年は移籍前と合わせて3チーム合計で139試合に出場して打率.306、26本塁打、111打点、34盗塁を記録し、AA級テキサスリーグのMVPを受賞した。
2024年9月10日にメジャー契約を結びアクティブ・ロースター入りし、同日のシンシナティ・レッズ戦で足を負傷したブレンダン・ドノバンに代わり途中出場してメジャーデビューを果たした。この年メジャーでは18試合に出場した打率.204、1本塁打、4打点を記録した。

## 詳細情報

### 年度別打撃成績
| 年 度    | 球 団    | 試 合 | 打 席 | 打 数 | 得 点 | 安 打 | 二 塁 打 | 三 塁 打 | 本 塁 打 | 塁 打 | 打 点 | 盗 塁 | 盗 塁 死 | 犠 打 | 犠 飛 | 四 球 | 敬 遠 | 死 球 | 三 振 | 併 殺 打 | 打 率 | 出 塁 率 | 長 打 率 | O P S |
| -------- | -------- | ----- | ----- | ----- | ----- | ----- | -------- | -------- | -------- | ----- | ----- | ----- | -------- | ----- | ----- | ----- | ----- | ----- | ----- | -------- | ----- | -------- | -------- | ----- |
| 2024     | STL      | 18    | 52    | 49    | 5     | 10    | 2        | 0        | 1        | 15    | 4     | 0     | 0        | 0     | 0     | 2     | 0     | 1     | 14    | 0        | .204  | .250     | .306     | .556  |
| MLB：1年 | MLB：1年 | 18    | 52    | 49    | 5     | 10    | 2        | 0        | 1        | 15    | 4     | 0     | 0        | 0     | 0     | 2     | 0     | 1     | 14    | 0        | .204  | .250     | .306     | .556  |

- 2024年度シーズン終了時

### 背番号
- 25（2024年 - ）